# Kulu (Konya)
Pour les articles homonymes, voir Kulu.
Kulu est une ville et un district de la province de Konya dans la région de l'Anatolie centrale en Turquie.